# Befolkningstillväxt
Befolkningstillväxt eller folkökning är ett mått på en folkmängds tillväxt och definieras i absoluta tal där: befolkningstillväxt =  födelsetal + immigration - mortalitet - emigration. Vanligt är också att ange befolkningstillväxten som ett relativt mått, vanligen i promille per år. Befolkningstillväxten påverkas även av åldersfördelningen i en population, till exempel i en befolkningspyramid, som dock kan utvecklas till en mer eller mindre rak kolumn då befolkningen åldras alltmer. 
Begreppet naturlig befolkningstillväxt (alternativt naturliga befolkningsförändringar) syftar på befolkningsförändringar utan migration. Den beräknas som skillnaden mellan födelsetal och mortalitet.